# Gavrila Romanovich Derzhavin
Gavrila Románovich Dierjávin, em russo:  Гаври́ла Рома́нович Держа́вин, (Kazan, 14 de julho de 1743 — Svanka, 20 de julho de 1816), foi o mais importante poeta russo do classicismo de 1780-1800.

## Vida
Ele nasceu em uma família nobre. Ele passou sua infância em Kazan. A partir de 1762 serviu no exército, no famoso Regimento Preobrazhensky, inicialmente como soldado e a partir de 1772 como oficial. Em 1776-1777, ele participou da supressão do levante Yemelián Pugachov.
Ele foi influenciado por Mijaíl Lomonósov e Aleksandr Sumarókov e estava interessado nas tentativas de renovação de Jeráskov; amante das formas clássicas, seu sopro lírico é sincero. Suas obras são lembradas Felitsa (1782), Deus (1784), Que ressoe o trovão da vitória! (Grom pobedy, razdavaysya!, Hino não oficial da Rússia Imperial) (1791), A cachoeira (1798) e Vida em Zvansk (Zhizn Zvánskaya) (1807). Derzhavin também experimentou diferentes tipos de ritmos e rimas, sons e imagens.
Sua fama literária começou com sua ode "Felitsa", que exalta o reinado de Catarina II da Rússia. Em 1782 passou a ocupar o cargo de governador da província de Olonets, em 1785 - da província de Tambov. Em 1789 ele retornou a São Petersburgo. Na capital, passou a ocupar os cargos de secretário do gabinete de Catarina II (1791-1793), presidente da Câmara de Comércio (1794) e ministro da justiça (1802-1803) com Alexandre I da Rússia.
Em 1803, ele se aposentou do serviço e viveu em São Petersburgo e em sua propriedade Zvanka, hoje no Oblast de Novgorod. Até sua morte, ele escreveu versos.
Ele foi sepultado no Mosteiro de São Varlaamo de Jutýn e da Transfiguração do Salvador perto de Novgorod.
O mais importante, segundo Derzhavin, é censurar o mal e exaltar o bem. Suas odes são filosóficas, elas consideram o lugar do homem no universo e a relação entre o homem e Deus.

## Trabalho

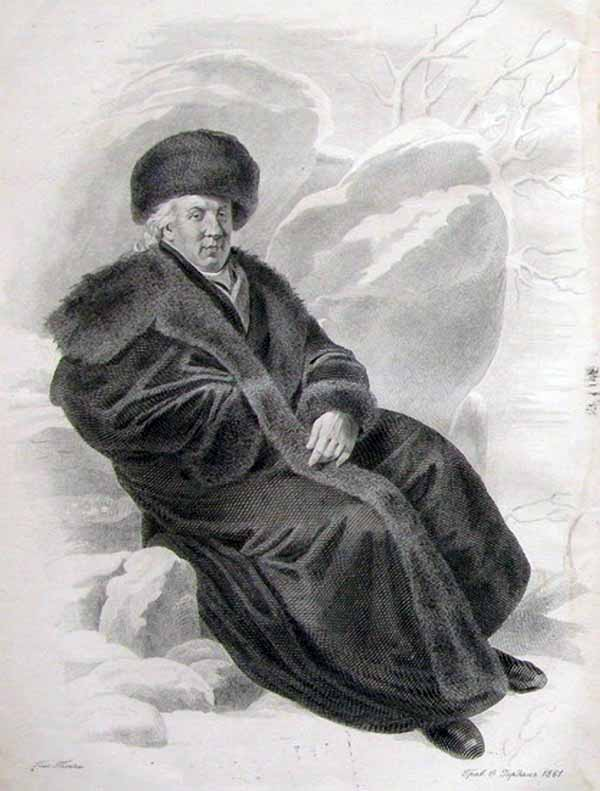
Gravura póstuma de Derzhavin de Fyodor Iordan

Derzhavin é mais lembrado por suas odes, dedicadas à Imperatriz e outros cortesãos. Ele prestou pouca atenção ao sistema predominante de gêneros, e muitas vezes encheria uma ode com conteúdos elegíacos, humorísticos ou satíricos. 
Ao contrário de outros poetas classicistas, Derzhavin se deliciava com detalhes cuidadosamente escolhidos, como a cor do papel de parede de seu quarto ou um inventário poético de sua refeição diária. Ele acreditava que o francês era uma língua de harmonia, mas o russo era uma língua de conflito. Embora ele gostasse de aliterações harmoniosas, às vezes ele deliberadamente instrumentou seus versos com efeito cacofônico.
As odes principais de Derzhavin foram as impecáveis "On the Death of Prince Meschersky" (1779); a lúdica "Ode à Felica" (1782); o sublime " Deus " (1785), que foi traduzido para muitas línguas europeias; "Cachoeira" (1794), ocasionada pela morte do Principe Potemkin; e "Curió" (1800), uma pungente elegia pela morte de seu amigo Suvorov. Ele também forneceu a letra do primeiro hino nacional russo, Deixe o trovão da vitória soar!
Em 1800, Derzhavin escreveu a obra política Opinion em resposta a um pedido do imperador Paulo I para investigar as recentes fomes no governo de Mogilev. No parecer, Derzhavin culpou a fome da Bielorrússia nos "negócios mercenários" dos judeus, que exploravam os camponeses por meio de arrendamento de propriedades e destilação de álcool, bem como a indiferença dos magnatas locais que permitiram que essa exploração ocorresse. Em resposta a essas questões, Derzhavin propôs uma série de reformas para restringir substancialmente as liberdades dos magnatas, abolir o Qahal judeu, acabar com a autonomia da comunidade judaica russa e reassentar judeus russos em colônias ao longo do Mar Negro. O parecer se tornou uma fonte de informação influente durante o reinado inicial de Alexandre I, que finalmente implementou várias das reformas sugeridas por Derzhavin no Estatuto de 1804 sobre a Organização dos Judeus.